# La Paternité
La Paternité (ou La Paternité avec des images de saints, en russe Отечество с избранными святыми) est une icône de la fin du XIVe siècle, début du XVe, de la région de Novgorod exposée aujourd'hui à la Galerie Tretiakov à Moscou.

## Histoire
Selon l'historien Victor Lazarev, cette icône est une réponse iconographique à l'hérésie des Strigolniki qui a perturbé la vie de l'église orthodoxe russe pendant le XIVe siècle. Elle est d'un type rare (et non canonique, la deuxième personne de la Trinité pouvant être seule représentée, puisqu'elle est seule à s'être incarnée), mais qui était connu à Byzance et dans les régions des slaves du sud de l'Europe. L'icône veut donner aux hérétiques, qui nient l'égalité et l'unité des trois personnes de la Trinité, une leçon théologique. 
Dans l'Ancien Testament l'image qui ressort de la Sainte Trinité est celle du chêne de Mambré ou de la Philoxénie d'Abraham avec les trois anges représentant le Père, le Fils et le Saint-Esprit qui viennent à la rencontre d'Abraham et de son épouse Sarah. Il s'agit par contre ici d'une représentation personnifiée du Nouveau Testament : Dieu le Père, le Christ sous son aspect historique (à l'âge mûr, ou en tant qu'Emmanuel), et le Saint Esprit en colombe,.

## Description
L'icône provient d'une collection privée appartenant à M. P. Botkine à Saint-Pétersbourg. Cette représentation de la Trinité est relativement rare dans l'iconographie orthodoxe : Dieu le Père est représenté comme un vieillard, le fils de Dieu comme d'un enfant ou adolescent et le Saint Esprit sous la forme d'une colombe. Dans l'art russe, c'est la plus ancienne représentation de ce type. Sur le trône siège un vieil homme en vêtements blancs surmonté d'une nimbe ornée d'une croix. De la main droite, il bénit, et de la gauche, il tient un parchemin. Sur ses genoux, le jeune Christ tient une sphère avec une colombe. Sur le dossier arrière du trône, sont représentés deux séraphins aux six ailes de manière symétrique. Près des pieds du trône se trouvent des roues rouges munies d'yeux et d'ailes. De chaque côté du trône, debout sur des piliers, sont représentés deux moines en bures : Daniel et Siméon. En bas, du côté droit, un apôtre (Foma ou Philippe) tient un rouleau. Le vieillard aux vêtements blanc et à la nimbe garnie d'une croix présente une iconographie de type particulier fondée sur la vision du prophète Daniel (Daniel 7). Sur les fresques des XVIe et XVIe siècles, cette image est reprise et est accompagnée du texte de la vision du prophète Daniel. C'est Jésus-Christ, l'Ancien des jours, une de ses représentations selon l'Ancien Testament. Mais la consubstantialité des trois personnes de la Sainte Trinité (« Moi et le Père sommes un », « Le Père est en Moi et Moi en Lui » – Jn . 10, 30, 38) permet dans une certaine mesure de réunir en une seule image Dieu le Père et Dieu le Fils. Il n'y a pas d'inscription sur l'icône désignant « Ancien des Jours » (contrairement à l'icône Annonciation d'Oustioug). Au-dessus de l'icône, des deux côtés de la tête du Père, sont inscrits en vermillon le nom des trois personnes de la Trinité, pour montrer l'unité de leur essence. De plus l'inscription "IC XC" (Иисус Христос)(Jésus-Christ) est reprise deux fois ; une fois au dessus des épaules du Père et une fois dans la sphère de la colombe. L'image du jeune apôtre Philippe, au pied du trône, pourrait-être liée au thème de la Trinité si l'on se réfère au passage de l'évangile selon Saint-Jean 14:9-10 : " Philippe lui dit : Seigneur, montre-nous le Père, et cela nous suffit. Jésus lui dit : il y a longtemps que je suis avec vous, et tu ne m'as pas connu, Philippe ! Celui qui m'a vu a vu le Père. Comment dis-tu : Montre-nous le Père ? Ne crois-tu pas que je suis dans le Père et que le Père est en moi.".
Pour Victor Lazarev par contre, ce personnage au pied du trône a pu simplement être peint à la demande du commanditaire de l'icône, dont c'était le saint patron. 
La symétrie de la construction, le caractère frontal des personnages, la rigidité des traits, la gravité des visages, ont une signification profonde. Tout cela crée une idée théologique et dogmatique complexe qui est renvoyée directement par les images.
Les traditions de Novgorod transparaissent clairement à travers cette icône : la palette est sobre et réservée pour créer une impression particulière de solennité et de monumentalité.
Les pieds du trône ne reposent pas fermement sur le pozem mais le touchent à peine. Les personnages semblent ainsi planer en l'air comme dans une vision miraculeuse pour le spectateur. Les figures qui sont de chaque côté sur des piliers flottent également dans l'air et renforcent cet effet. La figure du Père est élevée dans les airs dans ses vêtements de neige.